# Обуру, Одинга
Одинга Обуру  (родился 15 октября 1943 года) — кенийский политик, сенатор, кандидат экономических наук. Бывший помощник министра финансов (2008), член правительственной коалиции, член Национального собрания. Выпускник факультета экономики и права Университета дружбы народов им. Патриса Лумумбы (1967)

## Биография
Одинга Обуру родился 15 октября 1943 года в известной в Кении семье, пользующейся политическим авторитетом. Его брат Райла Одинга —  премьер-министр Кении (2008—2013), бывший министр энергетики, министр дорог, строительства и публичных работ. Он в 2007, 2013 и 2017 годах принимал участие в президентских выборах. Был вторым на президентских выборах в декабре 2007 года. Его отец Огинга Одинга был выдающимся политиком в годы борьбы страны за независимость, был первым кенийским вице-президентом, избирался депутатом от избирательного округа Бондо. Его сестра Рут Одинга — бывший заместитель губернатора Кисуму.
Одинга Обуру в 1967 году окончил факультет экономики и права Университета дружбы народов им. Патриса Лумумбы. Получил звание магистра экономики. В Москве защитил кандидатскую диссертацию по экономике. Продолжил образование по специальности  государственное управление в Кенийском институте управления.
Закончив учебу, работал в муниципалитете Кисуму, был советник муниципалитета (1974–1979), генеральным менеджером компании LUTATKO,  финансовым директором компании LOLWE TRANSPORTERS (1972–1980). В 1981 году был назначен министром планирования и национального развития Кении. Работал на этой должности до 1994 года. С 1998 года работал в Национальном собрании в Комитете по финансам, планированию и торговле; Комитете по обороне и иностранным делам; Комитете по государственному бюджету.
В 2003 избран председателем Комитета по финансам, планированию и торговле. В 2008-2013 годах работал заместителем министра финансов. С 2013 года является членом Национального собрания Кении от Народной коалиции «Рейнбоу Аллайанс».
С 11 декабря 2017 года Одинга Обуру является представителем Кении в EALA (законодательное собрание Восточной Африки).